# Bad Habits, Holy Orders
Bad Habits, Holy Orders, noto in Italia noto come Ti spedisco in convento UK, è stato un reality show britannico andato in onda dal 19 ottobre al 9 novembre 2017 su Channel 5.
In Italia è stato trasmesso su RealTime dal 19 maggio al 9 giugno 2019 e su Discovery+ dall'8 al 29 giugno 2020.

## Format
Cinque ragazze considerate aventi "cattive abitudini" vivranno un periodo di spiritualità all'interno del rigoroso convento di Swaffham.
Insieme all'aiuto delle suore le giovani dovranno trovare una nuova strada per proseguire il cammino nel convento, senza cellulari e look stravaganti.

## Puntate
In origine le puntate non hanno nome, mentre in Italia essi assumono vari titoli inerenti alla puntata stessa.
| Titolo originale | Titolo italiano               | Prima TV originale | Prima TV in italiano |
| ---------------- | ----------------------------- | ------------------ | -------------------- |
| Puntata 1        | In convento                   | 19 ottobre 2017    | 19 maggio 2019       |
| Puntata 2        | Sulla strada della redenzione | 26 ottobre 2017    | 26 maggio 2019       |
| Puntata 3        | Prega e lavora                | 2 novembre 2017    | 2 giugno 2019        |
| Puntata 4        | Ritorno a casa                | 9 novembre 2017    | 6 giugno 2019        |

## Le ragazze
Le ragazze della prima stagione sono:
| Nome    | Età     | Città        |
| ------- | ------- | ------------ |
| Gabbi   | 20 anni | Londra       |
| Paige   | 23 anni | West Country |
| Tyla    | 22 anni | Leeds        |
| Sarah   | 19 anni | -            |
| Rebecca | 22 anni | Newcastle    |